# Mannen utan nåd
Mannen utan nåd är en amerikansk westernfilm från 1961 i regi av Robert Aldrich med filmmanus av Dalton Trumbo.

## Rollista
- Rock Hudson - Dana Stribling
- Kirk Douglas - Brendan O'Malley
- Dorothy Malone - Belle Breckenridge
- Joseph Cotten - John Breckenridge
- Carol Lynley - Melissa
- Neville Brand - Frank Hobbs
- Regis Toomey - Milton Wing
- Jack Elam - Ed Hobbs